# Caucla
Les caucla sont une entrée traditionnelle algérienne de la gastronomie judéo-constantinoise à base de viande.

## Origine
Les caucla sont un mets originaire de la ville de Constantine.

## Description
Il s'agit de galettes de viande, de graisse de poitrine de bœuf et de graine de couscous, agrémentées d'ail, d'harissa, de coriandre et d'huile d'olive. Les caucla accompagnent souvent la dafina.